# 느타리과
느타리과( - 科)는 주름버섯목의 한 과이다. 가을철 미루나무 등 활엽수 고사목 그루터기에서 자생한다.

## 인공재배
느타리버섯의 인공재배는 1900년경에 유럽에서 처음 시도된 것으로 기록되어 있다. 대한민국은 1970년대 중반부터 양송이 단일 품목만으로는 소비시장이 불안한 상태에 놓이게 되어 새로운 버섯자원 개발에 나서게 되어 느타리버섯을 농가에 보급하게 되었다.

## 재배기술

### 원목 재배 기술
1970년대에 재배연구결과 버섯재배에 알맞은 수종은 미루나무, 포플러, 버드나무, 현사시나무 등 버드나무과와 벚나무, 오리나무로 나타났으며, 이에 맞는 재배기술을 확립하였다. 그러나, 원목재배는 비교적 단순하고 시설비가 많이 들지 않으며 자연조건하에서 재배가 가능하며 맛이 자연산과 유사하여 소비자의 선호도는 좋으나 재료구입이 어렵고 재배기간이 길고 단위수량이 낮으며, 자금회전이 늦어 소규모 재배는 가능하나 대규모 재배는 어려운 점이 있다.
또 원목에 톱밥파리가 꼬인다.

## 같이 보기
- 톱밥파리